# Омало (Сільрада Джоколо)
Омало (груз. ომალო) — село в Грузії.
За даними перепису населення 2014 року в селі проживає 822 особи.